# قبعیت
قبعیت یک منطقهٔ مسکونی در لبنان است که در استان عکار واقع شده‌است. قبعیت ۲۲۰ متر بالاتر از سطح دریا واقع شده‌است.